# さいたま市子ども家庭総合センター
さいたま市子ども家庭総合センター（さいたまし こどもかていそうごうセンター）は、埼玉県さいたま市浦和区にある施設。愛称はあいぱれっと。子どもと家庭に関する課題に取り組む専門相談機関を集積し、連携を図り、ワンストップの相談窓口を設置している。

## 概要

### 完成までの経緯
JR与野駅に近い浦和市立大原中学校（現・さいたま市立大原中学校）跡地に、総工事費約52億円をかけて建設された。
大原中学校移転後の1984年より2013年までは土地活用方法が決まらず、旧校舎を浦和文化財資料室、旧校庭を大原臨時グランドとして利用していた経緯がある。その後いったん更地にされ、地上4階建て延べ床面積約1万2500平方メートルの当施設が完成した。
なお、中央区役所別館の児童相談所跡には、やや区役所から離れている場所にあった中央区保健センターが2020年1月6日に移転した。

### 施設内の詳細
1階には、「なんでも子ども相談窓口」と、中高生〜30代の若者の進路・就職・人間関係の悩みに対応する「なんでも若者相談窓口」を設置。さらに、乳幼児の遊び場「ぱれっとひろば」や小学生向けの屋根付き運動場、中高生活動スペース、ダンススタジオなどを備えており、「市民コンタクトスクエア」として開放している。乳幼児の遊び場「ぱれっとひろば」では、子どもコンシェルジュが常駐し、遊びのサポートや保護者へのアドバイスなどを行う。
2〜4階には、さいたま市児童相談所、こころの健康センター、総合教育相談室（あいぱれっと教育相談室）、男女共同参画推進センター（パートナーシップさいたま）分室、発達障害児生活支援室など、専門相談期間が入る。
また、当施設は、児童福祉法に規定された児童心理治療施設である「子どもケアホーム」を設置。15歳～18歳未満の高校生年代を対象とし、家庭や社会に居場所がない、虐待による心の傷や発達障害、引きこもりなどの要因により心理的困難を抱えている子どもの進学や復学、就職の準備など自立につながる支援を行っている。
当施設には子育てに関する研究や研修などを行う支援機能も持たせており、さいたま市は「子育て楽しいさいたま市」の実現を目指す拠点として位置づけている。

## 沿革
- 2013年（平成25年）度 - 基本設計決定[4]。
- 2015年（平成27年）12月18日 - 着工。
- 2017年（平成29年）
  - 10月30日 - 竣工。
  - 11月28日 - 愛称を「あいぱれっと」に決定する。5月1日から5月31日の期間で愛称の公募を行い、8月1日から8月15日の期間で最終候補となった5案の中から市民投票を行って決定。他の愛称案は、「ミライズ」、「みらいぴあ」、「ふれりあ」、「ゆいぱれっと」であった。
- 2018年（平成30年）
  - 2月13日 - 児童相談所（元は中央区役所の別館に所在）、こころの健康センター（元は中央区保健センター内に所在）総合教育相談室（元は下落合教育相談室）が移転開所。
  - 2月26日 - 男女共同参画推進センター分室（元はプラザイースト内に所在した「女・男（ひと・ひと）プラザ」）が移転開所。
  - 4月1日 - オープン。

## アクセス
- 京浜東北線与野駅から徒歩7分。